# NGC 3068B
NGC 3068B is een compact sterrenstelsel in het sterrenbeeld Leeuw. Het hemelobject werd op 12 maart 1785 ontdekt door de Duits-Britse astronoom William Herschel.

## Synoniemen
- NPM1G +29.0179
- Arp 174
- PGC 87670